# Gynoplistia (Gynoplistia) bickeli
Gynoplistia (Gynoplistia) bickeli is een tweevleugelige uit de familie steltmuggen (Limoniidae). De soort komt voor in het Australaziatisch gebied.